# Les Pieds Nickelés
Les Pieds nickelés, és una sèrie de còmics creada per Louis Forton, publicada per primera vegada el 4 de juny de 1908 a la revista L'Épatant, publicada per Editions Offenstadt, fundada pels germans del mateix nom. L'expressió “peus niquelats” significa “aquells que no es porten a la feina”. Prové del fet que els peus de níquel són massa preciosos per utilitzar-los per caminar o treballar, o bé de "peus niclés", peus afectats per raquitisme que, per tant, no permeten un treball sostingut. Segons Jean Tulard, l'expressió prové d’una obra de Tristan Bernard.

## Argument
La història compta amb tres personatges principals anomenats Croquignol, Filochard i Ribouldingue, tres germans que tenen un bon cor, però que al mateix temps són uns lladres i folgats indolents, característiques dels anarquistes.
Les Pieds Nickelés es va dibuixar originalment en format de còmic de text, amb el text escrit sota les imatges. Louis Forton va haver de lluitar amb els seus editors per utilitzar globus de veu reals, com era habitual en els còmics nord-americans.
Al principi de la seva "carrera", els "peus niquelats" xoquen constantment amb la policia en diverses aventures en què poques vegades tenen el domini. Poc a poc, a mesura que el còmic es va anar popularitzant, el piquelet va guanyant amplitud, complexitat i audàcia. Amb el pas del temps, se’ls veu alternant amb l'elit del seu temps, com el president de França, el rei d’Anglaterra i el Kaiser d’Alemanya.
Amb l'arribada de la Primera Guerra Mundial, les personalitats del Pied-Nickelés prenen un nou gir. Incorporen els populars valors francesos d’enginy i inventiva coneguts com a "Sistema D". Operant darrere de les línies enemigues sota múltiples disfresses, enganyen constantment els "Boches" (sobrenom despectiu francès per als alemanys), retratats com a grans pesades sense cap delicadesa i fàcilment enganyats.
Louis Forton va continuar dibuixant el Pied Nickelés fins a la seva mort el 1934, després de la qual la sèrie va ser presa per Aristide Perré i Albert Badert. No obstant això, no va ser fins que Pellos va prendre el relleu el 1948 quan els Nickelés van tornar a l'èxit. Els autors successius del Nickelés van canviar així els còmics i van evolucionar els còmics en noves direccions.
El 2010, Onapratut publica una recopilació de les contribucions de Michel Baril, Aurélien Bédéneau, Fabien Bertrand, Paul Burckel, Ced, Clotka, Dib, François Duprat, Frédéric Duprat, Elric, Filak, Stéphane Girod i Olivier Ka., Lommsek, Alejandro Milà, Pasto, Radi, Loïc Senan, Thibaut Soulcié, Unter, Waltch, Wayne, Wouzit, Carali, Caza, Hardy, Hugot, Lamorthe, Laurel, Thierry Martin, O'Groj, Obion, Nancy Peña, Jeff Pourquié, Olivier Schwartz, Al Séverin, Walthéry i Wasterlain. El disseny de la portada és obra de Pascal Rabaté.

## Derivats i paròdies
En el discurs informal francès de principis del segle xx, els "peus niquelats" eren els sobrenoms de les persones gandules i ocioses. El significat es va ampliar més tard per incloure al segle XXI personatges poc encomiables, conspiradors, canalla, deshonesta i maldestra. Encomiables, amb conspiració, canalla, deshonesta i maldestra. Per exemple, aquesta expressió va ser utilitzada pels mitjans de comunicació en l'afer Clearstream, on es va utilitzar àmpliament per descriure els diversos protagonistes. El mateix passava amb el funcionament de l'"Arca de Zoé".
Les Pieds Nickelés també va inspirar una revista el 1972 on va debutar el dibuixant Régis Loisel.
El 2011, el dibuixant Luz va substituir la diadema del personatge d’un sol ull Filochard per ulleres de sol ajustables.

## Cronologia d'autors
Louis Forton va dirigir la publicació amb un nom de ploma. El 1934, va decidir centrar-se en altres projectes i va deixar que algú prengués el relleu.
- Louis Forton (1908-1934), creador de la sèrie. Louis Tybalt va assumir temporalment el relleu durant la primera guerra mundial.
- Aristide Perré (1936-1938)
- Badert (1940)
- René Pellos (1948-1981) amb Roland de Montaubert com a escriptor principal
- Pierre Lacroix (1953-1954)
- Jacarbo (1982-1983) i Serge Saint-Michel (1954-1984)
- Jicka (1984-1988)
- Laval, Claderes, Gen-Clo (1988)

A partir del 1991, es va estrenar una sèrie de nous "Pieds Nickeles" per representar les "Noves aventures", una col·laboració de diversos editors.